# Goniothalamus lii
Goniothalamus lii este o specie de plante din genul Goniothalamus, familia Annonaceae, descrisă de X. L. Hou și Y. M. Shui. Conform Catalogue of Life specia Goniothalamus lii nu are subspecii cunoscute.